# تای یاکی
تای یاکی (به ژاپنی: 鯛焼き Taiyaki) یک کیک از انواع واگاشی است که در قالب و به شکل ماهی شانک‌ماهیان پخت می‌شود.